# غشائية
غشائية (بالإنجليزية: Hymenobacter)‏ هي جنس من البكتيريا، سلبية الغرام، تتبع النظيرات الصيفرية.